# Steve Hackett
Stephen Richard Hackett (12 de fevereiro de 1950) é um músico, cantor, compositor e produtor musical inglês que ganhou destaque como guitarrista principal da banda de rock progressivo Genesis de 1971 a 1977. Hackett contribuiu para seis álbuns de estúdio do Genesis, três álbuns ao vivo, sete singles e um EP antes de partir para seguir carreira solo. Hackett foi investido no Rock and Roll Hall of Fame na qualidade de membro do Genesis em 2010.
Hackett lançou seu primeiro álbum solo, Voyage of the Acolyte, enquanto ainda era membro do Genesis, em 1975. Após uma série de outros álbuns solo a partir de 1978, Hackett co-fundou o supergrupo GTR com Steve Howe em 1986. O grupo lançou o álbum epónimo GTR, que alcançou o 11º lugar na Billboard 200 nos Estados Unidos e gerou o top 20 do single "When the Heart Rules the Mind". Quando Hackett deixou a GTR em 1987 para retomar sua carreira solo, o grupo se dissolveu. Ele lançou álbuns e excursionou em todo o mundo regularmente desde então.
O corpo de trabalho de Hackett abrange muitos estilos; além de seu trabalho no rock progressivo, ele explora gêneros pop, blues, world music e música clássica em suas gravações solo. De acordo com o Guitar World: "As primeiras explorações de Hackett das técnicas de tapping e sweep picking estavam muito à frente de seu tempo, e influenciaram Eddie Van Halen e Brian May". Outros guitarristas influenciados por Hackett dentro do rock progressivo incluem Alex Lifeson (Rush)  e Steve Rothery (Marillion).

## Primeiros Anos
Stephen nasceu em 12 de fevereiro de 1950, em Pimlico, no centro de Londres. Seus pais são Peter e June Hackett. Ele nasceu um dia antes de Peter Gabriel, seu futuro companheiro na banda Genesis. Ele tem um irmão mais novo, John Hackett, que assumiu a flauta como principal instrumento, e que se apresentou, colaborou e escreveu com Hackett ao longo de sua carreira solo. Na década de 1950, a família de Steve se mudou para Vancouver, Canadá, mas eles voltariam para Londres depois que seus pais (sua mãe em particular) manifestaram saudade de casa.
Hackett cresceu tendo acesso a vários instrumentos musicais, como gaita e flautas, mas ele não desenvolveu um interesse pelo violão até os 12 anos, quando começou a tocar notas individuais. Aos 14 anos, ele aprendeu acordes e experimentou progressões de acordes, embora nunca tenha recebido algum treinamento formal.
As primeiras influências musicais de Hackett foram clássicos (Johann Sebastian Bach) e ópera (Mario Lanza). Ele disse que suas composições ainda são influenciadas por esses artistas. Cita vários artistas britânicos de blues como influências, ou seja, Danny Kirwan, Peter Green, além de vários guitarristas que tocaram com John Mayall & the Bluesbreakers. Outras de suas primeiras influências foram Jimi Hendrix, The Beatles e King Crimson.

## Carreira

### 1968-1970: Primeiras bandas
A primeira experiência profissional de Hackett foi quando ele se tornou membro de três bandas de rock. A primeira delas se chamava Canterbury Glass, com quem tocou na faixa "Prologue" do disco Sacred Scenes and Characters (gravado em 1968, mas distribuído em 2007). Depois ele tocou com Hell Pier e Sarabande, ambas vinculadas ao estilo de rock progressivo.
Após essa fase inicial, em 1970 Steve se juntou a uma banda de porte maior, chamada Quiet World, que também contou com seu irmão John na flauta. Ele não escreveu nenhum material com o grupo, pois os fundadores da banda dirigiram o que os outros membros deveriam tocar. Esse fato não incomodou Hackett, que sabia da importância de estar em uma banda que tinha contrato com gravadora. Portanto, ele aproveitou a permanência no Quiet World para adquirir maior experiência em um estúdio de gravação. O guitarrista tocou no único álbum de estúdio da banda, The Road (1970), lançado pela Dawn Records, e os deixou logo depois da gravação.

### 1970-1977: Genesis
Hackett entra para o Genesis em dezembro de 1970 e faz seu primeiro show com a banda em setembro de 1971.
Em dezembro de 1970, Hackett colocou um anúncio no semanário Melody Maker em que declarava querer fazer parte de uma banda. O anúncio dizia: "O guitarrista-escritor imaginativo busca envolvimento com músicos receptivos, determinados a se esforçar além das formas musicais estagnadas existentes". Em uma entrevista de 2021, Hackett explicou que o termo 'estagnação' fazia referência ao que ele entendia como derivações do blues e de padrões estabelecidos nos anos 1960, enquanto ele gostaria de explorar possibilidades ligadas a gêneros como música clássica, jazz, etc. O anúncio foi respondido pelo vocalista do Genesis, Peter Gabriel, que tinha perdido o guitarrista fundador Anthony Phillips recentemente, e buscava um novo substituto permanente para seu substituto temporário Mick Barnard. Gabriel aconselhou Hackett a ouvir seu álbum mais recente na ocasião, Trespass (1970), antes de efetivamente fazer um teste para o grupo. O primeiro show ao vivo de Hackett com Genesis aconteceu na City University, Londres, em 24 de janeiro de 1971.

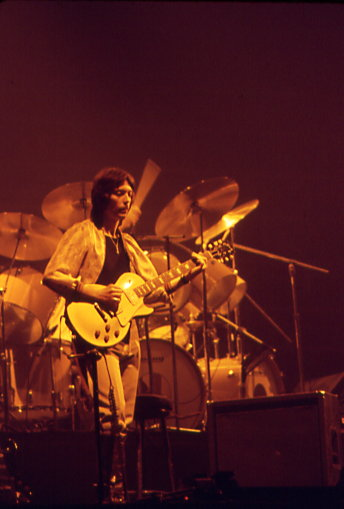
Hackett ao vivo com o Genesis, 1977

A primeira gravação de Hackett com Genesis foi Nursery Cryme (1971). Esse disco ajudou a moldar o som do grupo, encorajando-os fortemente a incorporar um Mellotron nas canções, e seu trabalho de guitarra se destacou nos solos de faixas como "The Musical Box", "The Return of the Giant Hogweed" e "The Fountain of Salmacis". Já em sua estreia com o Genesis, Hackett se tornava um dos primeiros proponentes da técnica do tapping (também chamada de "two hands"), que anos depois seria atribuída a Eddie Van Halen. Hackett alegou que Van Halen lhe disse ter aprendido a técnica depois de assistir a um show do Genesis em meados da década de 1970.
Foxtrot (1972) incluiu uma composição solo de Hackett, "Horizons", baseada em uma Suíte para Violoncelo de Bach. Selling England by the Pound (1973) apresenta Hackett usando técnicas como tapping e sweep picking, que seriam popularizadas por Yngwie Malmsteen anos mais tarde. A música "Firth of Fifth" contém um dos solos de guitarra mais conhecidos de Hackett e tem permanecido um dos momentos favoritos dos fãs, tanto nos shows do Genesis (mesmo depois da saída de Hackett) quanto na carreira solo do guitarrista.
Já o disco The Lamb Lies Down on Broadway (1974) representou um momento difícil não apenas para Hackett, mas para todo o grupo. Na época, o vocalista Peter Gabriel tinha diferenças criativas com o resto da banda (em especial com Tony Banks), e, além disso, problemas pessoais também afetaram o clima do grupo. Hackett explicou: "Cada um tinha sua própria agenda. Alguns de nós éramos casados, alguns de nós tinham filhos, alguns de nós estavam se divorciando". Hackett, em particular, estava passando por um divórcio de sua primeira esposa. Enquanto Peter Gabriel escrevia a maioria das letras, todos os membros da banda co-escreveram a parte musical. Hackett posteriormente confessou que "The Lamia" e "Fly on a Windshield" são seus momentos favoritos no álbum.
Depois de gravar seu álbum de estreia, Voyage of the Acolyte, Hackett volta a trabalhar em Genesis, e eles gravam A Trick of the Tail (1976), primeiro trabalho da banda com Phil Collins nos vocais. Hackett é creditado em "Dance on a Volcano", "Entangled" e "Los Endos". A continuação, Wind & Wuthering (1976), seria o último álbum de estúdio de Hackett com a banda. Apesar do seu crescimento como compositor e de ter várias composições guardadas, seu material era constantemente rejeitado por outros integrantes do grupo. Das nove faixas, ele foi creditado como coautor de quatro: "Eleventh Earl of Mar", "Blood on the Rooftops", "Unquiet Slumbers for the Sleepers...", e "...In That Quiet Earth". Outra faixa de Hackett, "Please Don't Touch", foi ensaiada, mas rejeitada e substituída por uma instrumental, "Wot Gorilla?". Outra faixa chamada "Inside and Out" (creditada a toda a banda) também ficou fora do disco e acabou sendo relegada a um EP lançado por eles meses depois, Spot the Pigeon (1977). A faixa "Icarus Ascending", de Hackett, também foi rejeitada pelo grupo, e tanto ela quanto "Please Don't Touch" acabariam fazendo parte do próximo disco solo do guitarrista, Please Don't Touch, de 1978.
Após a turnê Wind & Wuthering, Hackett deixou a banda durante a fase de mixagem do álbum ao vivo que o Genesis lançaria no fim de 1977, Seconds Out. Sua saída foi anunciada na imprensa durante a promoção do álbum em 8 de outubro de 1977. Na ocasião, Hackett declarou que "precisava de autonomia".

### 1975-presente: Carreira solo
Em 1975, Steve grava seu primeiro álbum solo, Voyage of the Acolyte. O segundo álbum, Please Don't Touch!, só seria lançado em 1978, quando o guitarrista já tinha deixado o Genesis. A partir dali, ele se dedica à carreira solo (apesar de uma nova e breve experiência de banda com o supergrupo GTR em 1985).